# 格但斯克大軍械庫
格但斯克大軍械庫（波蘭語：Wielka Zbrojownia w Gdańsku）是位於波蘭格但斯克的一座歷史建築。

## 歷史
16世紀末，為抵擋瑞典的威脅，當地居民有了興建軍械庫的想法。建於1602年至1605年之間，由當時最傑出的格但斯克建築師之一安東·范·奧伯亨所設計。建築充滿了荷蘭文藝復興時期的風格，以鍍金的砂岩雕像作為裝飾。
該建築在1945年二戰期間被燒毀，後於1947至1965年重建；2000至2005年間，兩個立面再度進行了翻新。
現今建築有部分供當地的格但斯克美術學院使用，經常舉辦藝術展覽。